# Alim Qasimov
Alim Qasimov (azerbajdzjanska: Alim Həmzə oğlu Qasımov), född 14 augusti 1957 i Nabur, är en azerbajdzjansk sångare och musiker, känd för sina framträdanden inom den traditionella azerbajdzjanska musikstilen mugam. Han anses vara en av de främsta utövarna av denna konstform och har fått internationellt erkännande för sin unika röst och sina mästerliga improvisationer.

## Biografi
Alim Qasimov föddes i byn Nabur i Şamaxı-regionen i Azerbajdzjan. Han visade tidigt ett intresse för musik och började studera mugam i sin ungdom. Han fortsatte sin utbildning vid Azerbajdzjans statliga musikkonservatorium i Baku, där han studerade under några av de mest framstående mugammästarna i landet.
Qasimov inledde sin professionella karriär på 1970-talet och blev känd för sin kraftfulla röst och sin förmåga att uttrycka de komplexa känslorna i mugammusiken. Han har uppträtt på många prestigefyllda scener runt om i världen, inklusive Carnegie Hall i New York och Théâtre de la Ville i Paris.

## Musikalisk stil
Qasimovs musikaliska stil kännetecknas av hans djupa förståelse för mugamtraditionen och hans förmåga att improvisera och skapa nya melodier inom ramen för denna konstform. Hans röst är känd för sin bredd och flexibilitet, och han kan sjunga både i höga och låga register med stor känsla och precision.
Qasimov har samarbetat med många andra musiker och artister under sin karriär, inklusive Mənsurov qardaşları (Mansurov-bröderna) och hans dotter, Farghana Qasimova, som också är mugamsångerska.

## Utmärkelser och erkännande
Alim Qasimov har fått många utmärkelser och erkännanden för sina bidrag till mugammusiken och azerbajdzjansk kultur. 1999 tilldelades han det prestigefyllda IMC-UNESCO Music Prize, som ges till musiker som har gjort betydande bidrag till musikens värld. Han har också fått många andra priser och utmärkelser i Azerbajdzjan och internationellt.

## Diskografi (urval)
- Classical Mugham
- The Art of Mugham
- Azerbaijan: The Land of Fire
- Central Asian Series, Vol. 6: Spiritual Music of Azerbaijan